# Aristida recurvata
Aristida recurvata är en gräsart som beskrevs av Carl Sigismund Kunth. Aristida recurvata ingår i släktet Aristida och familjen gräs. Inga underarter finns listade i Catalogue of Life.